# Borivoi II da Boémia
Borivoi II da Boémia foi um duque da Boémia, governou por duas vezes, a primeira entre 1101 e 1107 e pela segunda vez novamente entre 1117 e 1120. O seu 1.º governo foi antecedido pelo de Bretislau II da Boémia e foi sucedido pelo de Svatopluk da Boémia e o seu 2.º segundo governo foi sucedido por Ladislau I da Boémia.

## Relações familiares
Foi casado com Gerberga de Babenberg (c. 1072 -?), filha de Leopoldo II, marquês de Áustria "O justo" (1050 - 12 de Outubro de 1095) foi o quinto marquês da Áustria e de Ita de Cham (1060-1101), filha de Ratpoto IV de Cham (? - 15 de outubro de 1080), Graf de Cham e de Matilde.